# 清远长隆磁浮旅游专线
清远长隆磁浮旅游专线，前称清远磁浮旅游专线，是中华人民共和国广东省清远市的磁悬浮线路。其首期工程长8.014公里，设站3座，于2025年1月25日正式投入服务。线路亦预留增设一座中途站及向两端延伸的条件。

## 走向
线路自城际银盏站旁的清远长隆站引出后上跨广清大道（107国道）、银盏河，并行于广清城际西侧，经华南铝业东侧后上跨京广铁路，于雄兴工业园转而向东进入长隆大道，而后上跨京广高铁芝山特大桥，再上跨清晖路与长隆大道立交，沿商业服务用地边上行走，向东上跨长隆大道后再次上跨京广铁路，拐入森林大道路中，于马戏小镇西侧森林大道中设长隆森林公园站。

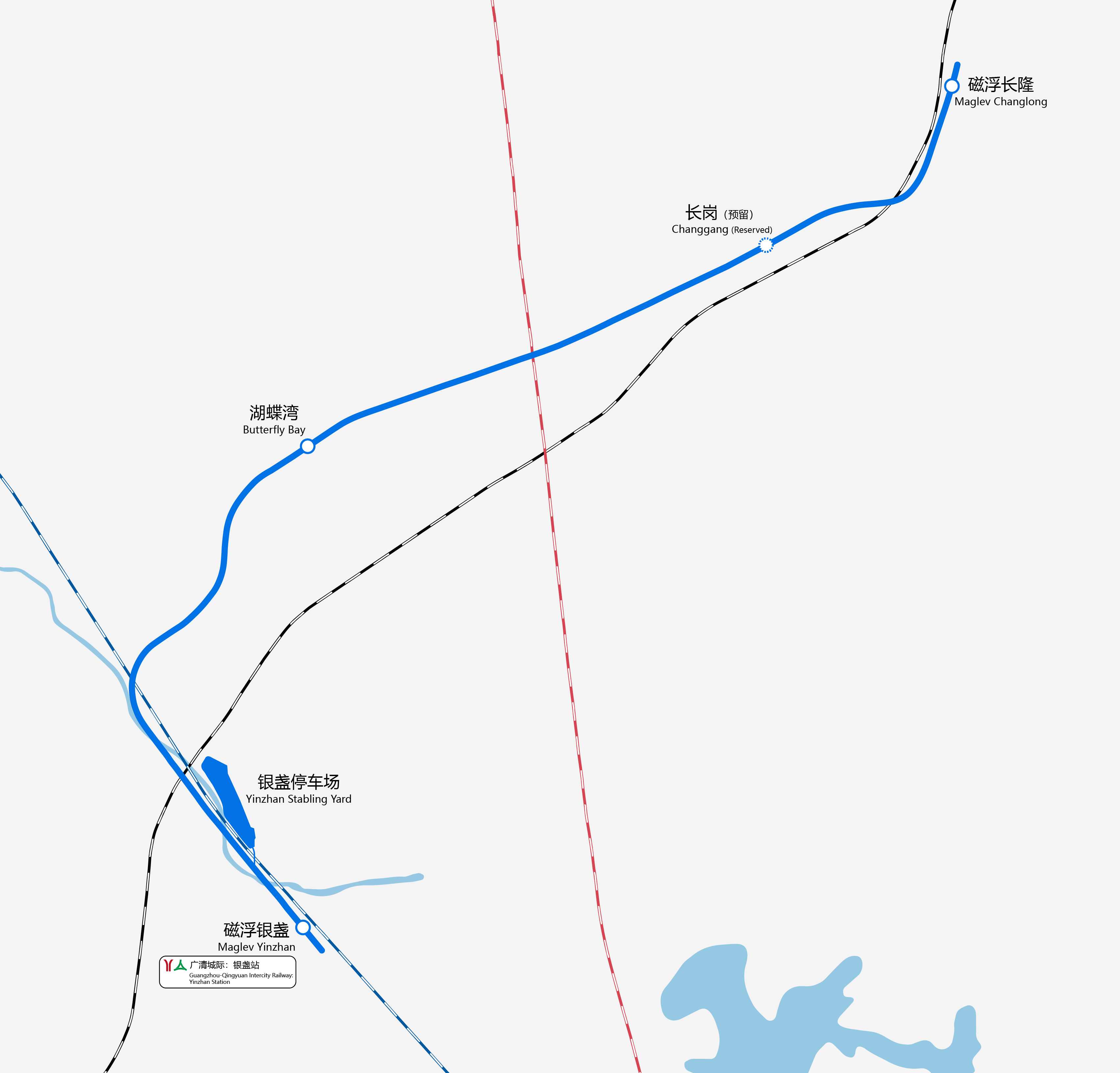
清远磁浮旅游专线实际走向

## 车站

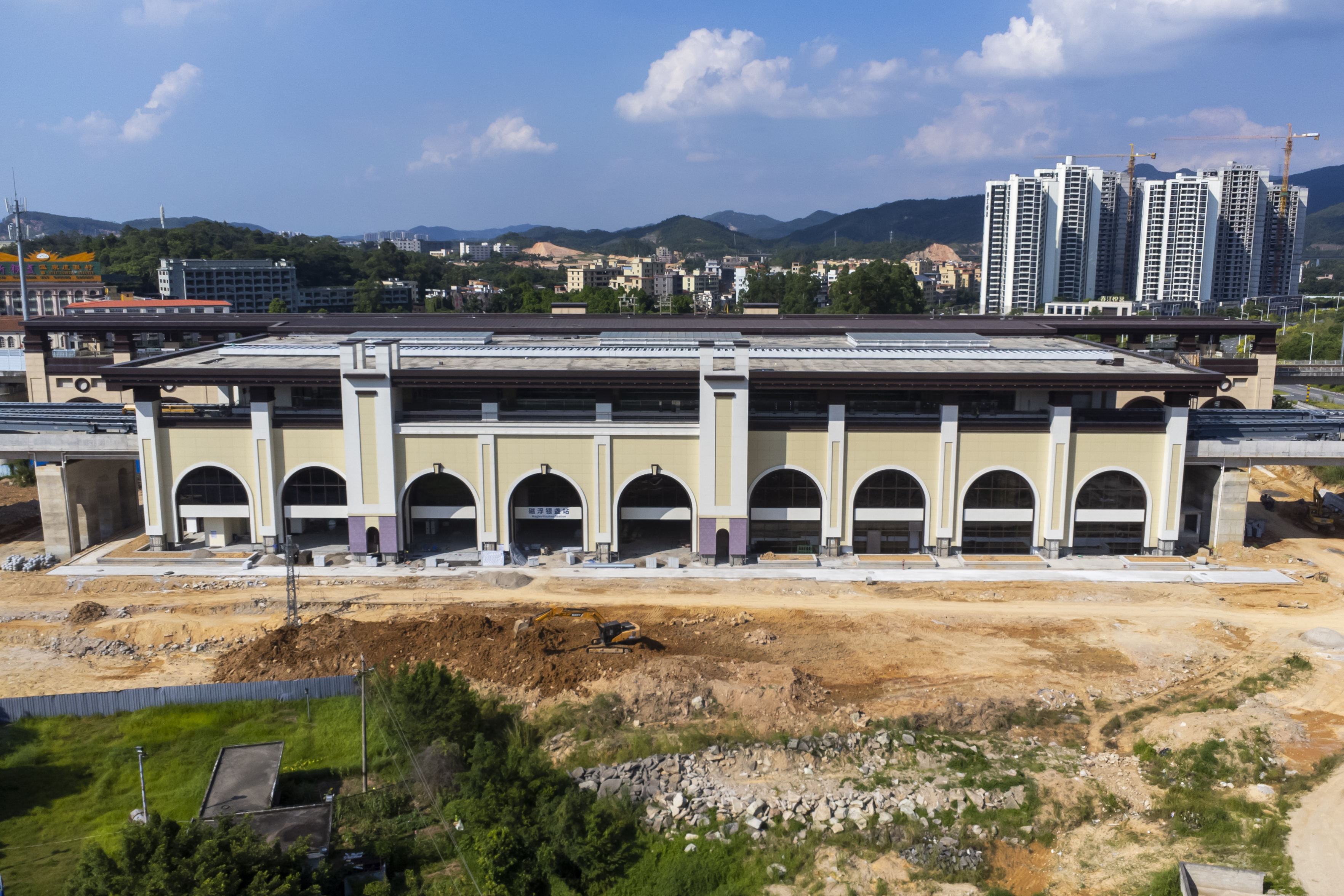
已基本建成的磁浮银盏站（2023年7月）

线路首期设磁浮银盏、磁浮莲湖、磁浮长隆3座车站，其中磁浮莲湖站在2023年12月获冠名湖蝶湾站。
| 站名         | 换乘                 | 所在地 | 启用时间      |
| ------------ | -------------------- | ------ | ------------- |
| 清远长隆     | 银盏站：广清城际铁路 | 清城区 | 2025年1月25日 |
| 湖蝶湾       |                      | 清城区 | 2025年1月25日 |
| 磁浮长岗     |                      | 清城区 | （预留站）    |
| 长隆森林王国 |                      | 清城区 | 2025年1月25日 |

## 历史
2016年12月6日，清远市政府与中国铁建签订《旅游快线轨道交通项目合作框架协议》，宣布建设广东省首条中低速磁悬浮轨道。
2017年9月，为配合际华园和规划未来小镇发展，线路线位向北调整。同年12月29日，线路正式开工。
2019年12月2日，线路控制性工程横岗隧道贯通。2020年12月2日，线路四电系统工程开工仪式在莲湖站举行。2022年11月8日，清远磁浮旅游专线全线贯通。2023年3月23日，列车上线，线路进入联调联试阶段。同年8月10日，全线轨道贯通。
2023年9月28日，开始空载试运行。2024年2月1日，通过初期运营前安全评估。
2024年2月4日，线路举行试运营启动仪式。乘客由磁浮银盏站上车，乘车至磁浮长隆站后随即原车折返，中途不下车。运营方最初于2月5日和6日开放免费预约试乘，后延长试乘时间到2月24日至4月14日间的每个周末。
2025年1月25日，线路与清远长隆度假区一同开通运营。开通时使用清远磁浮旅游专线名称，7月21日更名为清远长隆磁浮旅游专线，突出与清远长隆森林王国景区的联系。

## 运营安排

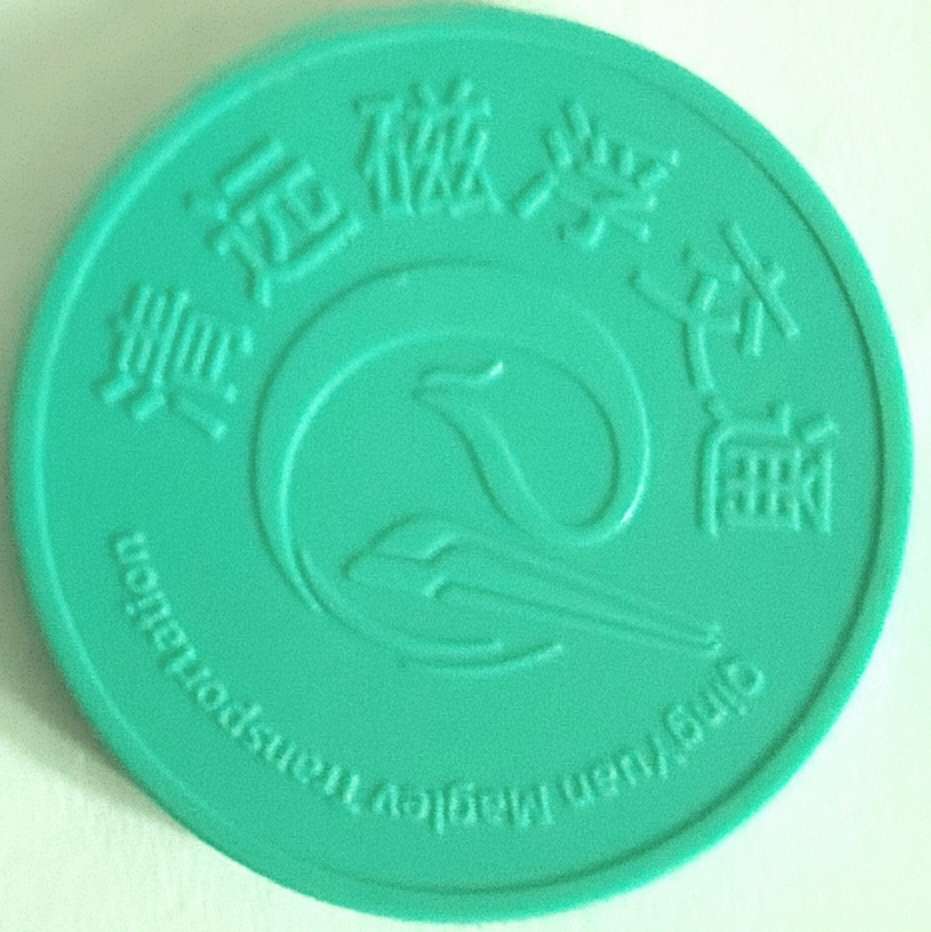
清远磁浮交通车票

清远磁浮开通初期，曾上线3列车并维持12-20分钟的行车间隔运营。惟因客流较少，现时仅1列车上线，运营时间10:00-18:30，行车间隔约33分钟
线路全程票价15元，可使用单程票、乘车码、日票和针对儿童及学生群体的福利票乘车。每名成人可免费携带一名身高不足1.3米的儿童乘车，身高不足1.3米的儿童不能单独乘车。

## 列车

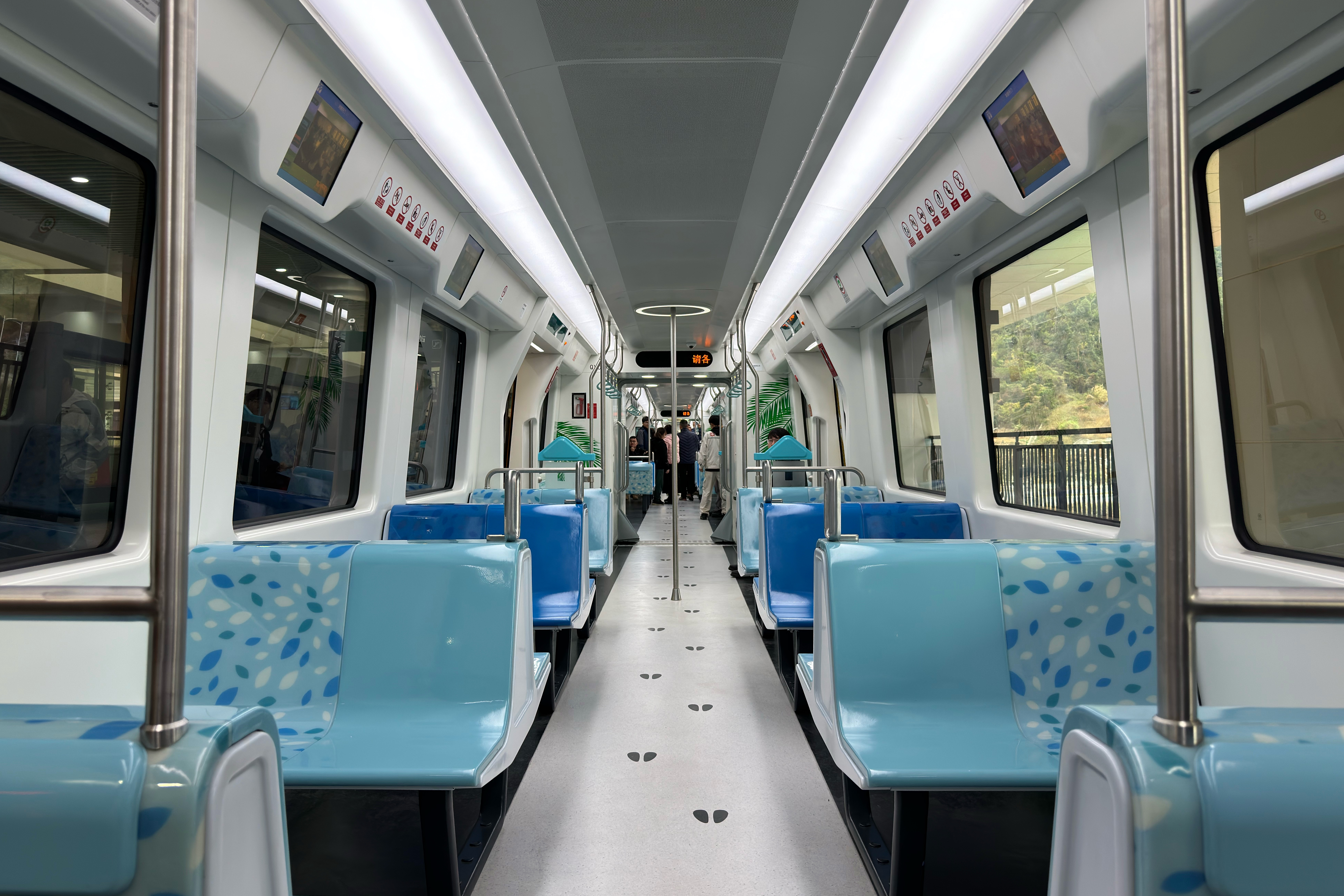
QY03列车内饰

清远磁浮列车采用常导电磁悬浮和短定子直线电机牵引技术，最高运行速度达120km/h。列车直线电机及悬浮电磁铁由中车株洲电机提供。
项目初期购置五列车，订单分为两个标段，在2018年7月分别由中车长客和中车唐山中标。
- 编号QY01-QY03的三列车由中车唐山设计制造[23]。唐车制造的首列车于2020年8月20日开始动态调试[24]。QY03车于2022年9月下线[25]，同年12月进入车辆段组装[26]，2023年1月初上线调试[27]。
- 编号QY04-QY05的两列车由中车长客设计制造[28]。长客制造的首列车于2019年5月开始装配生产[29]，2020年4月20日开始动态调试[30]，同年12月15日下线[31]。2023年8月，QY05车进入车辆段组装[22]。

两厂商生产列车的规格和外观基本一致。列车设计融合了清远、长隆及高科技三大元素，除QY05车涂装为蓝色外，其余列车的涂装均为黄色。